# Sonnenradius
Der Sonnenradius R☉ – der halbe Durchmesser der Sonne – wird in der Astronomie als Maßeinheit benutzt, um die Größe von anderen Himmelskörpern anzugeben, insbesondere von Sternen. Er beträgt 6,96342 · 108 m = 696.342 km ± 65 km oder das 109-Fache des mittleren Erdradius. Einen anschaulichen Vergleich liefert das Erde-Mond-System: Der Abstand Erde – Mond beträgt im Durchschnitt 384.400 km oder 55 % des Sonnenradius. Stünde die Sonne anstelle der Erde, würde die Mondbahn vollständig innerhalb der Sonne verlaufen – etwas weiter außen als der halbe Sonnenradius. Die Maßeinheit des Sonnenradius wurde von der IAU 2015 in der Resolution B3 auf exakt 695.700 km festgesetzt. 
Infolge ihrer Rotation ist die Sonne leicht abgeplattet (f = (8,3 ± 1,9) · 10−6), was sich erst in den 2000er-Jahren nachweisen ließ.

## Messmethoden
Es werden verschiedene Methoden zur Messung des Sonnenradius verwendet, mit denen folglich verschiedene Radius-Begriffe verknüpft sind.
Aus der Winkelmessungen zwischen beiden Sonnenrändern ergibt sich der Durchmesser der Sonnenscheibe, woraus sich die Sonnengröße selbst durch Multiplikation mit Entfernung Erde – Sonne (Mittelwert ist eine Astronomische Einheit) ergibt. Die Bestimmung dieser Distanz war allerdings jahrhundertelang ein Problem.
Den scheinbaren Sonnendurchmesser erhält man am einfachsten durch Zeitmessung analog zu einem Sterndurchgang, wobei ein Fernrohr mit Sonnenfilter und Fadennetz benötigt wird. Auch die Dauer des Sonnenuntergangs gibt bereits gute Resultate und wurde vermutlich schon von babylonischen Priesterastronomen und im antiken Griechenland zur Bestimmung des Sonnendurchmessers verwendet (siehe Aristarch von Samos, der erstmals die Sonnengröße als das Zehnfache der Erde schätzte).
Direkte Messungen mit optischen Mikrometern wurden ab etwa 1750 möglich, im 19. Jahrhundert wurde zur Suche nach der vermuteten Sonnenabplattung das Fraunhofersche Heliometer entwickelt.
Mit Hilfe von helioseismologischen Messungen der f-Modi von Oberflächenwellen der Sonne wurde ein Wert von rund 695,8 Mm ermittelt. Photoelektrische Messungen und deren Vergleich mit Modellen der Limb-Darkening-Funktion der Sonne ergaben einen Wert von ca. 695,5 · 106 m für den mittleren Radius in Äquatornähe.
Weitere Methoden sind die Messung der Transitdauer von Merkur oder die optische Bestimmung der Winkelabmessung der Sonne. Die Winkelabmessung der Sonne beträgt von der Erde aus gesehen etwa 16′, der ganze Durchmesser der Sonnenscheibe also 32′ oder 0,53°. Wegen der etwas elliptischen Erdbahn schwankt der Wert jedoch um 1,7 % in beide Richtungen: im Perihel der Erdbahn (Anfang Januar) sind es 32′32″, im Aphel (Anfang Juli) aber nur 31′28″. Die seltenen, aber beeindruckenden Erscheinungen von totalen Sonnenfinsternissen verdanken wir dem Umstand, dass der scheinbare Monddurchmesser einen ähnlichen, allerdings stärker schwankenden Winkel aufweist (29′10″–33′30″).
Bei astro-geodätischen Richtungsmessungen zur Sonne – etwa bei Sonnenazimuten – wäre die Mitte der Sonnenscheibe anzuzielen. Da dies spezielle Instrumente wie das Roelofs-Sonnenprisma erfordern würde, zielt man in der Praxis den rechten und linken Sonnenrand an und mittelt die beiden Messungen. Als Kontrolle kann der aus Ephemeriden entnommene Sonnenradius dienen, dividiert durch den Sinus der Zenitdistanz.